# Фактори виробництва
Фа́ктори виробни́цтва, виробничі ресурси, чинники виробництва — ресурси, необхідні для виробництва товарів або послуг. Класичними факторами виробництва є праця (цілеспрямована діяльність людей), земля (природні ресурси), капітал (засоби виробництва).
Сучасні автори досить часто четвертим фактором вважають підприємливість. Також факторами виробництва називають науку, інформацію, людський капітал, тощо.
У вченнях класиків по-різному ставилися акценти на окремі фактори виробництва. Наприклад, в працях фізіократів та Франсуа Кене, як засновника цієї школи, земля (природа) була єдиним продуктивним фактором виробництва. Отже, землевласники вважались єдиним продуктивним класом суспільства. Критикуючи фізіократів, Адам Сміт зазначав, що з часом якість землі та клімат особливо не змінювались, але забезпечення товарами та послугами поступово покращувалось. Цьому потрібно будо дати пояснення. Сміт вважав працю та капітал основними продуктивними факторами виробництва. Це дало змогу пояснити економічне зростання. Після Сміта економічна думка розділилась. Теорію щодо формування вартості продукту на основі тривалості праці (трудову теорію вартості) розвинули пізніше Давид Рікардо та Карл Маркс. Інший напрямок склали прихильники маржиналізму, які вважають, що фактори виробництва (праця, земля та капітал) рівні між собою і кожен з факторів отримує свою винагороду у розмірі своєї граничної продуктивності — заробітну плату, ренту та відсотки відповідно.
Виробництво в економічному розумінні — це спосіб поєднання виробничих ресурсів та їх узгодженого, цілеспрямованого використання задля виготовлення товарів або надання послуг.
Доходи, отримані за рахунок певного фактору виробництва, називаються факторними доходами.

## Перелік факторів виробництва
Розрізняють:
- Природні ресурси (земля) — це все те, що людина бере з природи і за допомогою своєї праці перетворює на продукт задоволення власних потреб.
- Капітальні ресурси — це все те, що виступає посередником між людиною природними ресурсами та проміжними товарами.
- Трудові ресурси (праця) — це населення, здатне за своїми фізичними можливостями повноцінно брати участь в суспільній праці.
- Підприємництво — це здібності до підприємництва: до організації справи, ризику, інновацій.

### Матеріальні

#### Природні ресурси (земля)
Природні ресурси (земля) — це дар природи для наших виробничих процесів — земля, яка використовується для обробки, для зведення будинків, заводів і прокладання доріг; енергетичні ресурси для забезпечення пальним машин і теплом наших помешкань; неенергетичні ресурси, наприклад, мідна і залізна руда чи пісок. Довкілля — повітря, яким ми дихаємо, і воду, яку п'ємо, — розглядаємо також як природні ресурси.
Факторним доходом на природні ресурси (землю) є земельна рента (може набувати форми орендної плати).

#### Капітал
Капітал (капітальні блага) складається з товарів тривалого використання, які вироблені для виробництва інших товарів. Сюди відносять верстати, дороги, комп'ютери, молотки, вантажівки, сталеливарні заводи, автомобілі, машини для миття посуду. (Іншими словами, це матеріальні ресурси в системі факторів виробництва). Їх технічний стан постійно вдосконалюється і впливає на загальну результативність виробничого процесу і його ефективну доцільність.
Факторним доходом на капітал є процент.

### Людські

#### Робоча сила
Робоча сила — це здатність людини до праці, або сукупність її фізичних і розумових здібностей та професійних навичок, що використовуються в процесі створення матеріальних і духовних благ. Праця ж виступає як доцільна діяльність людини, спрямована на зміну предметів і сил природи з метою задоволення своїх потреб. До речового фактору належать усі засоби виробництва, тобто сукупність предметів та засобів праці, які використовуються в суспільному виробництві для створення матеріальних благ.
Факторним доходом на робочу силу є заробітна плата.

#### Підприємливість
Підприємливість — практична кмітливість, винахідливості, здатність активно діяти, йти на ризик, ініціативність задля отримання прибутку з найменшими витратами.
Сучасні автори вважають, що саме підприємливість поєднує класичні три фактори у виробництві з метою створення благ та послуг. Підприємницькі здібності зазвичай не прирівнюють до праці, тому що саме ними обґрунтовують отримання особливої винагороди — прибутку, а не заробітної плати.
Підприємливість почала грати помітну роль лише при капіталізмі, а в попередні епохи вона була помітна лише у торгівлі і майже не мала впливу на виробництво. Тобто, в докапіталістичні часи виробництво відбувалось окремо від підприємливості і фактором виробництва її ніхто не вважав. Не розглядають її як фактор і сучасні економічні моделі — модель AD-AS, модель IS-LM, виробнича функція, модель Солоу — Свона, модель Харрода — Домара.
Факторним доходом від підприємництва є прибуток.
Економісти Австрійської школи критикують розгляд підприємливості як рядового фактора виробництва, зокрема Хесус Уерта де Сото зазначає:
| | Вони не усвідомлюють того, що за такого підходу виникає нерозв'язне логічне протиріччя: попит на підприємницькі ресурси, заснований на очікуваних витратах і вигодах, передбачає віру у те, що можна сьогодні отримати певну інформацію (про можливу величину майбутніх витрат і вигід) ще до того, як ця інформація буде створена підприємницькими зусиллями. |
| — Хесус Уерта де Сото, Австрийская экономическая школа [Рынок и предпринимательское творчество]. - Челябинск: Социум, 2009. - 174 с. | |

## Факторні доходи
Факторні доходи — доходи, отримані завдяки використанню відповідного фактора виробництва:
- Природні ресурси (земля) — рента, оренда.
- Капітал — процент.
- Робоча сила — заробітна плата.
- Підприємливість — прибуток.

## Виробнича функція
Зв'язок між витратами факторів виробництва і результатами (випуском) описується за допомогою виробничої функції:
Q = f(K, L),
де Q — обсяг виробництва, випуск; 
K — обсяг капіталу; L — обсяг праці.
Крім праці та капіталу до витрат виробництва у складі виробничої функції можуть входити оцінки й інших витрат — інформації, технології й т.п.
Виробнича функція розглядається у рамках курсу мікроекономіки, розділ присвячений поведінці (вибору) фірми. Також виробнича функція використовується у макроекономічному аналізі для опису залежності між усіма ресурсами економіки та сукупним випуском (ВВП).

## Критика
Кембриджська суперечка про капітал, яка тривала серед видатних економістів з середині 1950-х до середини 1970-х років, оголила теоретичні протиріччя в економічній науці, була продемонстрована нездатність маржиналізму та кейнсіанства пояснити природу і розмір прибутку на капітал у макроекономічному вимірі. З'ясувалось, що факторні доходи капіталу не діють у відповідності з механізмами доходів інших факторів виробництва, що розмір капіталу неможливо виміряти для цілей розподілу результату виробництва між факторами, тому такий розподіл завжди буде помилковим, а в науковому сенсі завжди неможливим. Неможливість визначення розміру капіталу зумовлює труднощи макроекономічного використання виробничої функції і загальну обмеженість її застосування.